# Wellington, Utah
Wellington är en ort i Carbon County i delstaten Utah, USA.